# ISO 3166-2:MQ
Kódy ISO 3166-2 pro Martinik neidentifikují žádné regiony.